# Mangora alinahui
Mangora alinahui es una especie de Arachnida del género Mangora, de la familia Araneidae, del orden Araneae.

## Distribución
Mangora alinahui se distribuye por Ecuador, Bolivia y Brasil.

## Taxonomía
Fue descrita científicamente por Levi en 2007. Fue descrito por primera vez en Levi, H. W. (2007). The orb weaver genus Mangora in South America (Araneae, Araneidae). Bulletin of the Museum of Comparative Zoology 159: 1-144.